# Арменовско праисторическо селище
Арменовското праисторическо селище (на гръцки: Προϊστορικός οικισμός Αρμενοχωρίου) е археологически обект край леринското село Арменово (Арменохори), Гърция. Селището в 1962 и 1966 година е обявено за паметник на културата.

## Разкопки
Селищната могила Тумба, разположена на изток от Арменово, за първи път е разкопана от английския археолог Уилям Хъртли през 1931 година. Хъртли публикува своите резултати в пионерския си труд „Праисторическа Македония“, излязъл в 1939 година. Нови разкопки в малък периметър са проведени в 1996 - 1998 година от 16-а ефория за праисторически и класически старини. Мястото се използва за селски гробища.

## История
Човешкото присъствие в района датира от средния и късния неолитен период - 5800 - 3500 г. пр. Хр. За това свидетелстват повърхностните находки на северозапад от съвременното селище. Общността на неолитните земеделци, възползвайки се от привилегированото положение край реката, продължава да съществува и през следващия исторически период, ранната бронзова епоха - 3500 - 2000 г. пр. Хр.
Разкопките от 1996 - 1998 година значително обогатяват информацията за селището. Рамката на къщите на селището е направена с дървени колове в комбинация с плетени клони, а стените им са били покрити с глина, смесена със слама. Откритите изгорели зърна и бобови растения, костни и каменни сечива (игли, стрели, хавани, кирки и други), както и големи съдове за съхранение, показват ангажираността на жителите със селското стопанство, животновъдство и лов. Допълнителна информация за хранителните навици на праисторическите хора се предоставя от съдовете за готвене, съдовете за транспортиране и консумиране на храната, които се различават по размер и форма. Най-характерните за тях са чашите с две дръжки, които всъщност са известни още от времето на Хъртли в археологическата литература като „Арменовски стил“.
Селището вероятно е разрушено от пожар в последната фаза на ранната бронзова епоха: в 2200-1900 г. пр. Хр. или в 2100 - 2000 г. пр. Хр.
Находките от селището са изложени в Леринския археологически музей. Осемнайсет ръчно изработени глинени съдове са изложени в специална витрина на Археологическия музей. Това са тринадесет кантароса, два големи и три по-малки съда от раннобронзовата епоха, които са намерени в слоя на унищожаване на селището, заедно с големи съдове за съхранение, които са запазили овъглените семена вътре.